# Electric President
Electric President est un groupe de musique de pop indépendante provenant de Jacksonville en Floride.
Le projet a commencé en 2003 sous l'impulsion de Ben Cooper et d'Alex Kane, plus tard rejoints par Nick Teeling.

## Genèse
Ayant déjà un passé musical (avec notamment Helicopter Project, une idée pratiquement laissée à l'abandon), Cooper et Kane décident de continuer à faire de la musique ensemble. Ils rencontrent Nick Teeling, qui ne les laisse pas indifférents, et l'engagent. Par la suite, ils enchaînent trois albums en seulement six mois.